# Hyphus apicalis
Hyphus apicalis är en skalbaggsart som beskrevs av Francis Polkinghorne Pascoe 1869. Hyphus apicalis ingår i släktet Hyphus och familjen långhorningar.
Artens utbredningsområde är Laos. Inga underarter finns listade i Catalogue of Life.